# Bataille de Suoi Bong Trang
Guerre du Viêt Nam
Batailles
La bataille de Suoi Bong Trang est un engagement entre les forces armées américaines et australiennes et les forces armées vietcongs lors de la guerre du Viêt Nam qui se déroule du 23 au 24 février 1966.